# Eichen (Bad Münstereifel)
Eichen (ⓘ) ist ein Stadtteil von Bad Münstereifel im Kreis Euskirchen, Nordrhein-Westfalen.

## Lage
Der Ort liegt südöstlich von Bad Münstereifel. Die Kreisstraße 52 verläuft durch das Dorf. In Ortsnähe fließt der Hasenbach. Eichen grenzt direkt an Rheinland-Pfalz mit der Ortsgemeinde Lind.

## Geschichte
Eichen gehörte zur eigenständigen Gemeinde Houverath, bis diese am 1. Juli 1969 nach Bad Münstereifel eingemeindet wurde.

## Infrastruktur und Verkehr
Die Amateurfunk- und Wetterstation DH3PAE steht in Eichen auf rund 360 m über NHN.
Die VRS-Buslinien 741 und 828 der RVK verbinden den Ort mit Bad Münstereifel, weiteren Nachbarorten und mit Rheinbach, überwiegend als TaxiBusPlus im Bedarfsverkehr.
| Linie | Verlauf |
| ----- | --- |
| 741   | MiKE (außer im Schülerverkehr): Rheinbach Bf – Loch – Queckenberg – Kurtenberg (– Scheuren – Maulbach – Eichen – Lanzerath – Houverath – Limbach – Wald)                                                                               |
| 828   | MiKE (außer im Schülerverkehr): Bad Münstereifel Bf – (Bad Münstereifel Rathaus →/ Gewerbegeb./Ärzteh. ←) Rodert – Holzem – Lethert – Effelsberg – Scheuerheck – Wald – Limbach – Houverath – Lanzerath – Eichen – Maulbach – Scheuren |